# Bulbophyllum rothschildianum

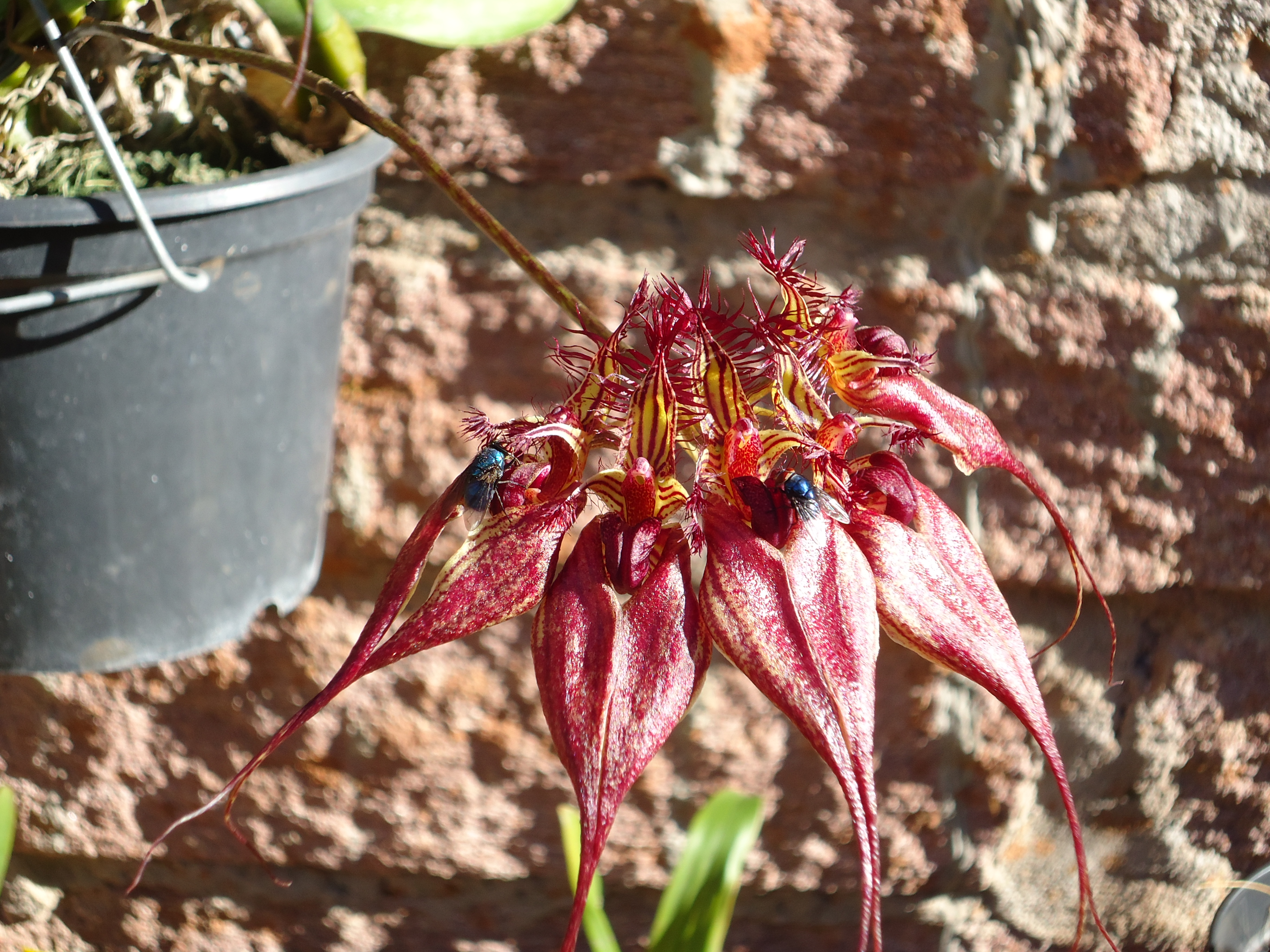
bulbophilum Rothschildianum com moscas varejeiras realizando a polinização das flores.

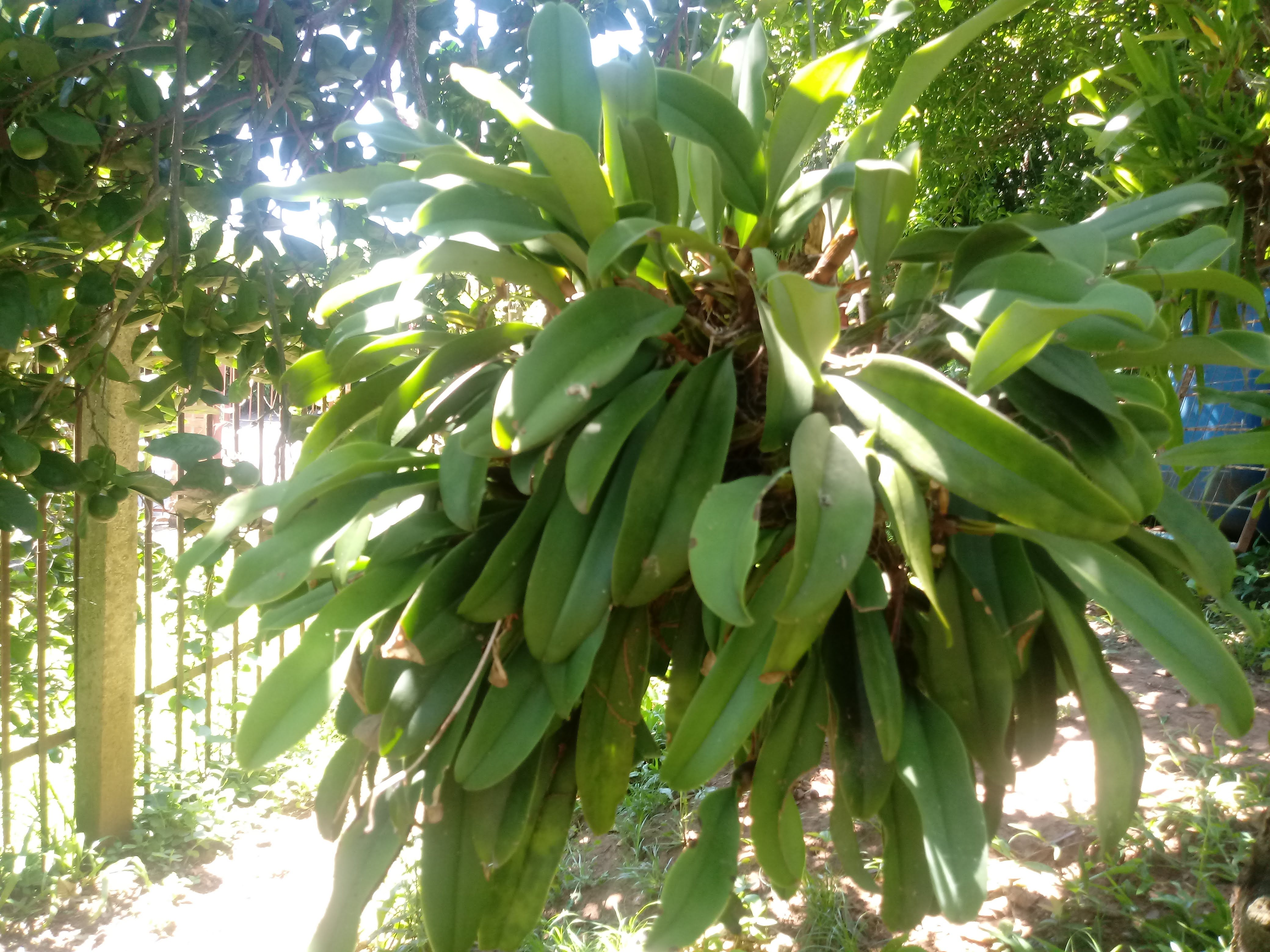
O mesmo Bulbophyllum rothschildianum da foto acima, alguns anos depois. Cultivado em um cachepo de madeira tamanho 12x12 com brita e esfagno como substrato. Fica sob a copa de uma laranjeira para nao receber luz solar direta.

Bulbophyllum rothschildianum é uma espécie de orquídea no genus Bulbophyllum.